# حذف الوسيط
حذف الوسيط عند النحويين هو حذف حرف التعلق أي حرف التعدية نحو تعلقه من تعلق به وعددتك المال من عددت لك المال وتمكن بالمكان وتمكنه.